# Santiago Martínez Pintos
Santiago Martínez (Salto, Uruguay) es un futbolista que juega como mediocentro defensivo, y actualmente juega en el CF Atlante de la Liga de Expansión.

## Trayectoria
Hizo las divisiones menores en Montevideo Wanderers, el 2011 fue ascendido al equipo principal. Fue una de las principales cartas de Wanderers en el mediocampo. Logró clasificar a la Copa Sudamericana 2014. Logra ganar el Torneo Clausura 2014, perdiendo la final nacional contra Danubio.
A mediados del 2014 llega a Quilmes a préstamo con opción a compra. No tuvo las oportunidades deseadas y colectivamente le fue muy mal.
Volvió a principios del 2015 a Wanderers para jugar la Copa Libertadores 2015, llegando hasta octavos de final siendo eliminado por Racing Club. Jugó también la Copa Sudamericana 2016 donde volvió a llegar hasta octavos de final.

### Club Atlético Belgrano
A mediados del 2017 se convierte en el primer refuerzo del Club Atlético Belgrano, firmó por un año con opción a compra.

## Clubes
| Club                 | País      | Año             | Partidos | Goles |
| -------------------- | --------- | --------------- | -------- | ----- |
| Montevideo Wanderers | Uruguay   | 2011 - 2014     | 89       | 2     |
| Quilmes (préstamo)   | Argentina | 2014 - 2015     | 6        | 0     |
| Montevideo Wanderers | Uruguay   | 2015 - 2017     | 83       | 1     |
| Belgrano (préstamo)  | Argentina | 2017 - 2018     | 17       | 0     |
| Montevideo Wanderers | Uruguay   | 2018 - 2019     | 2        | 0     |
| CF Atlante           | México    | 2019 - Presente | 0        | 0     |
| Total                |           | 2015 - 2017     | 197      | 3     |

- Actualizado al último partido disputado, el 4 de agosto de 2018; Peñarol 3-0 Wanderers.